# Winkelcentrum De Mheen
De Mheen is een grotendeels overdekt wijkwinkelcentrum in Apeldoorn. De straatnaam heet 'Korianderplein'. Het winkelcentrum werd gebouwd in de jaren 1970. Het is gelegen vlak naast het Mheenpark in de buurt De Mheen in de wijk Zevenhuizen. In 2002 en 2010 is het winkelcentrum gerenoveerd.